# Список нагород та номінацій Blackpink
Blackpink — південнокорейський жіночий гурт, сформований лейблом YG Entertainment. Складається з чотирьох учасниць: Джісу, Дженні, Розе та Ліса. За свої перші сингл-альбоми Square One і Square Two, випущені в серпні та листопаді 2016 року відповідно, гурт отримав звання «Новачок року» на шести церемоніях: 31-й Golden Disc Awards, Melon Music Awards, 26-й Seoul Music Awards, першій Asia Artist Awards та шостій Gaon Chart Music Awards. На останній церемонії сингл «Whistle» переміг у категорії «Артист року — Цифрова музика (серпень)». У листопаді 2016 року аналогічну перемогу здобув «Playing with Fire». Також «Whistle» отримав нагороду за найкраще музичне відео на церемонії нагородження Mnet Asian Music Awards та номінацію у категорії «Найкраща цифрова пісня (Бонсан)» на 31-й Golden Disc Awards.
Однак вже наступні два сингли Blackpink «As If It's Your Last» і «Ddu-Du Ddu-Du» отримали нагороду «Найкраща цифрова пісня (Бонсан)». Окрім того, «Ddu-Du Ddu-Du», головний сингл з їхнього першого мініальбому Square Up (2018), переміг у таких категоріях: «Найкращий танець — Жіночий» (Melon Music Awards, 2018), Артист року — Цифрова музика (червень) (Gaon Chart Music Awards) і «Choice Song: Гурт» (Teen Choice Awards, 2019). «Kill This Love», головний сингл із їхнього другого однойменного мініальбому (2019), виграв у категорії «Улюблений відеокліп» 2019 року на 45-й церемонії вручення премії Вибір народу. На тій же церемонії Blackpink виграли звання «Улюблений гурт» та «Улюблений концертний тур» за In Your Area World Tour.

## Нотатки
1. ↑  Бонсан (кор. 본상) (перекладається як «головний приз») — головна нагорода, що вручається на південнокорейських церемоніях нагородження[1].